# Лидеры эскадренных миноносцев типа «Ле Фантаск»
Лидеры эскадренных миноносцев типа «Ле Фантаск» — тип лидеров французского флота времён Второй мировой войны. Развитие лидеров типа «Вокелен». Всего построено шесть единиц в серии: «Ле Триомфан» (фр. Le Triomphant), «Ле Фантаск» (фр. Le Fantasque), «Ле Малэн» (фр. Le Malin), «Л’Одасье» (фр. L'Audacieux), «Ле Террибль» (фр. Le Terrible), «Л’Эндомтабль» (фр. L'Indomptable). Также известны как лидеры типа «Ле Террибль». Первая и последняя серия французских 2600-тонных лидеров. Стали наиболее известными кораблями своего класса во французском флоте.
Официально именовались контр-миноносцами (фр. contre-torpilleurs) и фактически не являлись лидерами эсминцев в традиционном понимании, так как предназначались для действий в однородных соединениях и должны были исполнять функции лёгких крейсеров. Фактически их можно было бы назвать истребителями эсминцев. Не имели прямых аналогов за рубежом. Дальнейшим развитием класса во французских ВМС стали заметно более крупные лидеры типа «Могадор».

## История создания

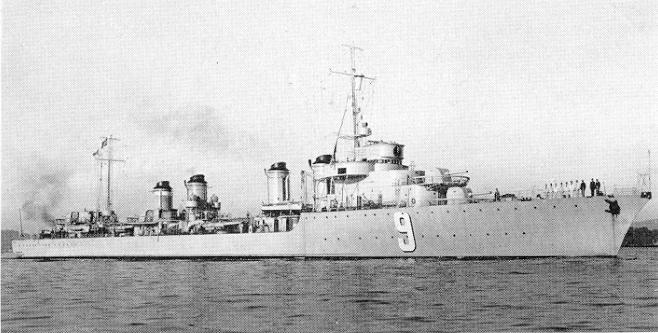
Контр-миноносец «Керсэн» типа «Вокелен» — предшественник типа «Ле Фантаск».

Заказ на разработку нового типа контр-миноносцев был выдан командованием ВМС в августе 1928 года. Требования к проекту не предусматривали революционного улучшения характеристик в сравнение с предыдущими типами контр-миноносцев. Первоначально речь шла об увеличении скорости хода до 37 узлов и дальности плавания до 2500 миль на 25 узлах. Кроме того предусматривалось изменить размещение артиллерии главного калибра для повышения наступательных возможностей новых кораблей. В дальнейшем Морской генеральный штаб проявил интерес к установке на разрабатываемые корабли, именовавшиеся пока контр-миноносцами 1929 года, новейших 138,6-мм орудий образца 1929 года, что сулило повышение огневой мощи. Кроме того, возникла идея оснащения нового типа котлами с повышенными характеристиками пара, что сулило экономию объёма и веса силовой установки.
Для проверки новых котлов было решено оснастить ими уже строящиеся контр-миноносцы «Милан» и «Эпервье», принадлежавшие к типу «Эгль». При этом корабли получили котлы и турбины производства разных компаний для проверки их характеристик в условиях реальной эксплуатации.
Лидеры эскадренных миноносцев типа «Ле Фантаск» были заказаны по программе 1930 года.

## Конструкция

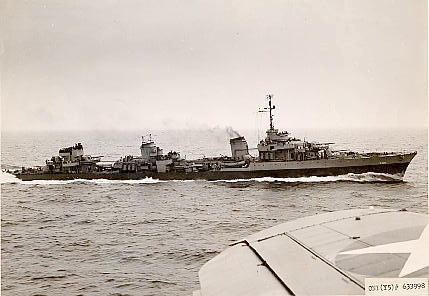
«Ле Фантаск»

### Вооружение
Вооружение состояло из пяти 138-мм орудий (боезапас составлял 240 снарядов на орудие), четырёх 37-мм полуавтоматов, четырёх 13,2-мм пулемётов и трёх трёхтрубных 550-мм торпедных аппаратов.
| Калибр, мм                                                | 138,6     | 37      | 13,2      |
| Длина ствола в калибрах                                   | 50        | 50      | 76        |
| Масса орудия, кг                                          | 4280      | 300     | 33        |
| Начальная скорость снаряда, м/с                           | 840       | 850     | 800       |
| Максимальная дальность стрельбы/досягаемость по высоте, м | 20 000/ — | 7175/?  | 7200/4200 |
| Масса снаряда, кг                                         | 40,6      | 0,725   | 0,052     |
| Скорострельность, выстр./мин                              | 8 — 10    | 30 — 42 | 180 — 200 |

### Экипаж
Изначально контр-миноносцы типа «Ле Фантаск» рассчитывались на размещение экипажа из 210 человек — 13 офицеров, 34 унтер-офицеров и 163 матросов. Однако фактически штат команды неоднократно изменялся. Обычно на борту находилось 11 офицеров, в том числе три инженер-механика и один судовой врач. Однако в случае необходимости численность офицерского состава возрастала до 14 человек. В мирное время численность младшего командного и рядового состава первоначально насчитывала 221 человек — 34 старшины, а также 186 квартирмейстеров и матросов. Для плавания в северных широтах дополнительно принимался ещё один штурман. Дальнейшее увеличение численности затруднялось недостатком жилых помещений. Особенно сложно обстояло с этим на кораблях, которые использовались в качестве флагманов дивизионов и принимали на борт штабной персонал.
В дальнейшем штаты мирного времени неоднократно изменялись. В 1937 году численность младшего командного и рядового состава была установлена в 223 человека, в 1938 году её сократили до 220. Нехватка людей вынуждала использовать их не только по прямым обязанностям. Так расчет 138,6-мм орудия № 5 был обязан также обслуживать расположенные рядом 13,2-мм зенитные пулемёты. 10 апреля 1939 года был установлен штатный состав экипажа военного времени — 14 офицеров, 36 старшин и 218 квартирмейстеров и матросов. Их размещение представляло собой серьёзную проблему, но в ходе военных действий численность команды лишь росла.

## Служба
|                | заложен             | спущен               | вступил в строй      | судьба                                                         |
| -------------- | ------------------- | -------------------- | -------------------- | -------------------------------------------------------------- |
| «Ле Триомфан»  | 28 марта 1930 года  | 16 апреля 1934 года  | 25 мая 1936 года     | Списан 6 декабря 1954 года                                     |
| «Ле Фантаск»   | 15 ноября 1931 года | 15 марта 1934 года   | 10 марта 1935 года   | Списан 2 мая 1957 года                                         |
| «Ле Малэн»     | 16 ноября 1931 года | 17 августа 1933 года | 1 мая 1936 года      | Списан в феврале 1964 года                                     |
| «Л’Одасье»     | 16 ноября 1931 года | 15 марта 1934 года   | 27 ноября 1935 года  | 7 мая 1943 года потоплен в порту Бизерта авиацией союзников    |
| «Ле Террибль»  | 8 декабря 1931 года | 30 ноября 1933 года  | 1 октября 1935 года  | Списан 19 июля 1961 года                                       |
| «Л’Эндомтабль» | 25 января 1932 года | 7 декабря 1933 года  | 10 февраля 1935 года | 7 марта 1944 года потоплен в порту Тулон американской авиацией |

### «Ле Триомфан»
Корабль был построен компанией Ateliers et Chantiers de France в Дюнкерке.

### «Ле Фантаск»
Корабль был построен государственной компанией l’arsenal de Lorient в Лорьяне.

### «Ле Малэн»
Корабль был построен компанией Forges et Chantiers de la Méditerranée в Ла-Сейн-сюр-Мере.

### «Л’Одасье»
Корабль был построен компанией государственной компанией l’arsenal de Lorient в Лорьяне.

### «Ле Террибль»

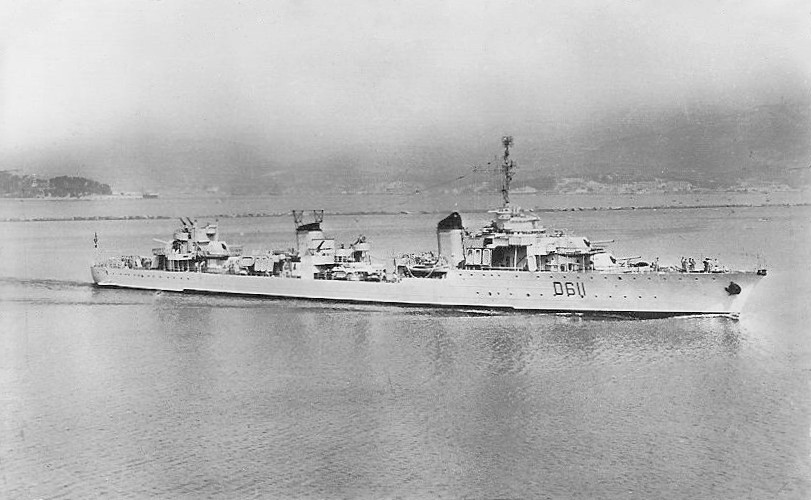
Контр-миноносец «Ле Террибль».

Корабль был построен компанией Ateliers et Chantiers Navals Français в городе Кан. Испытания на скорость стали полным триумфом. «Ле Террибль» установил мировой рекорд скорости для крупных кораблей — 45,03 узла при мощности 94 240 л. с. После вступления в строй «Ле Террибль» был включен в состав 10-го лёгкого дивизиона и базировался на Брест. Это соединение включало также контр-миноносцы «Ле Фантаск» и «Л’Одасье» и принадлежало ко 2-й эскадре французских ВМС, куда также входили три линкора типа «Бретань», авианосец «Беарн», лёгкий крейсер «Эмиль Бертин», а также лёгкие силы. В течение 1935 года корабль проходил интенсивную боевую подготовку в водах Атлантики. В 1936 году 2-я эскадра была переформирована в Атлантическую эскадру, но «Ле Террибль» сохранил прежнюю принадлежность к 10-му дивизиону. В мае 1937 года «Ле Террибль» действовал в Бискайском заливе у берегов Испании, обеспечивая прикрытие эвакуации гражданских лиц из Бильбао, в ходе гражданской войны в Испании. В 1937—1939 годах контр-миноносец совершил множество выходов в море, курсируя между Брестом, Ораном, Касабланкой и Тулоном и проводя насыщенную боевую подготовку. Вторжение Италии в Албанию 8 апреля 1939 года вызвало опасения во Франции, поэтому в апреле 1939 года в Гибралтаре собралось соединение флота, в состав которого вошел и «Ле Террибль».
К началу Второй мировой войны входил в состав 10-го дивизиона контр-миноносцев, который, в свою очередь, был частью Рейдерского соединения (фр. Forces de Raid). 7 октября 1939 года в составе Рейдерского соединения «Ле Террибль» отправился к атлантическому побережью Северной Африки. 16 октября 1939 года «Ле Террибль» перехватил в районе Дакара германский пароход «Халле», что вынудило немецкий экипаж затопить свой корабль. 25 октября 1939 года «Ле Террибль» совместно с «Ле Фантаск» захватил германский пароход «Санта Фе».

### «Л’Эндомтабль»
Корабль был построен компанией Forges et Chantiers de la Méditerranée в Ла-Сейн-сюр-Мере.

## Оценка проекта

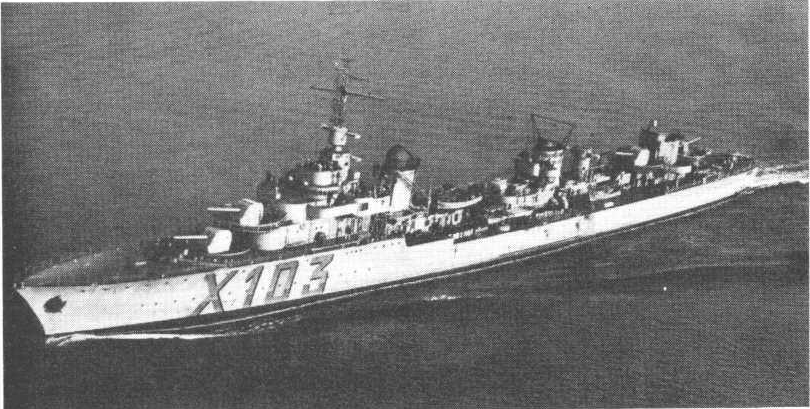
Контр-миноносец «Ле Фантаск». 1935 г.

Строительство контр-миноносцев типа «Ле Фантаск» завершило вторую десятилетнюю программу развития французского флота после Первой мировой войны. Эти красивые корабли стали вершиной развития французских контр-миноносцев и своеобразной «визитной карточкой» французского флота. Сочетание высокой огневой мощи с прекрасными ходовыми качествами делало их крайне опасными для итальянских эсминцев и серьёзными оппонентами для итальянских лёгких крейсеров типов «Альберико да Барбиано» и «Луиджи Кадорна». В качестве торпедно-артиллерийских кораблей их можно оценить очень высоко.
Вместе с тем, контр-миноносцы типа «Ле Фантаск» предназначались для решения достаточно узкого круга задач. Они должны были действовать в Средиземном море, Бискайском заливе и проливе Ла-Манш, где они всегда имели бы возможность зайти в ближайший порт для дозаправки. Для действий в Атлантике они имели недостаточный радиус действия. Тип «Ле Фантаск», так же, как и другие контр-миноносцы Франции, предназначались лишь для боя с надводным противником. Борьба с подводными лодками была для них практически невозможна, ввиду отсутствия средств их обнаружения, а противовоздушная оборона кораблей оказалась слишком слабой. Командование флота осознавало эти проблемы, но недостаток средств не позволил провести своевременную модернизации.

## Память
В честь одного из кораблей этого проекта под названием «Le Terrible» названа стратегическая подлодка проекта «Триумфан» «Le Terrible».